# Samantha Rénier
Pour les articles homonymes, voir Rénier.
Samantha Rénier est une actrice française, née le 3 décembre 1974 à Paris.
En 1995, elle obtient son premier rôle, Lola, une jeune fugueuse qui est contrainte de se prostituer, dans l'épisode "Illégitime Défense" dans la série Commissaire Moulin. De 1999 à 2006, elle y joue le rôle de Marie, la fille du commissaire Moulin aux côtés de son père, l'acteur Yves Rénier.
De 2001 à 2016, elle joue le rôle de Juliette Ferrière, fille de Daniel, dans la série Famille d'accueil.
 De septembre 2012 à janvier 2013, elle joue le rôle Claudine, au Théâtre Michel dans la nouvelle pièce de Didier Caron Un pavé dans la cour, mise en scène par l'auteur.

## Biographie
Elle est la fille aînée de l'acteur Yves Rénier. 

## Filmographie

### Télévision
- 1989 : Un conte des deux villes : la petite Lucie
- 1995 : Commissaire Moulin : épisode Illégitime Défense :  Jeune fille PJ
- 1997 : Hors limites : Olga
- 1997-1999 : Un et un font six : Alexandra
- 1999-2005 : Commissaire Moulin : Marie
- 2002-2016 : Famille d'accueil : Juliette Ferrière (74 épisodes)
- 2002 : Vérité oblige : Sophie Langloies
- 2004 : Les Lois de Murphy
- 2006 : Rose et Val : Nina Forestier
- 2007 : Martin Paris de Douglas Law : Delphine
- 2008 : SOS 18 : Valérie
- 2008 : La face cachée de la Lune d'Antoine Lorenzi
- 2009 : Brigade Navarro de Gérard Marx : Marine Montclar (saison 2, épisode 5 Idylle funèbre)
- 2009 : Diane, femme flic de Nicolas Herdt
- 2010 : Section de recherches : Alice Rondot (saison 5, épisode 9 Rescapé)
- 2015 : Flic tout simplement d'Yves Rénier : Eliane Franchi
- 2018 : Jacqueline Sauvage : C'était lui ou moi d'Yves Rénier : Fabienne Marot
- 2019-2020 : Demain nous appartient : Pauline Molina (épisodes 409-424 ; 625-677)

### Cinéma
- 2000 : La Chambre des magiciennes, de Claude Miller : Marie
- 2007 : Les Plumes de l'oncle d'Ayopou, de Marie Meerson : Léa

### Courts métrages
- Le YouKoumKoum
- La boîte à mémoire de Houstion